# 顧肇熙
顧肇熙（1841年—1910年），字皞民，號緝庭，江蘇蘇州府吳縣人，清朝政治人物。

## 生平
顧肇熙是同治三年（1864年）甲子科江南鄉試舉人，授工部主事，監修惠陵工程，升吉林分巡道，改陝西鳳邠道，光緒十八年（1892年）任按察使銜分巡台灣兵備道，光緒二十年（1894年）福建台灣布政使唐景崧任福建台灣巡撫後，署台灣布政使，光緒二十一年（1895年）福建臺灣省被清朝割讓予日本，顧肇熙一度擬為割讓事宜之「全權大使」，但他以“受瘴抱病，乞准回籍就醫”為由辭卻，致仕歸里。宣統二年（1910年）卒。
晚年居住在吳縣木瀆鎮，捐資辦學。工詩文、書法，詩宗北宋，書效蘇軾。
任吉林分巡道期間，曾任崇文書院山長。

## 外部連結
- 吉林崇文書院最著名的山長——顧肇熙[永久] 江城日報

| 官衔          | 官衔                                            | 官衔          |
| ------------- | ----------------------------------------------- | ------------- |
| 前任： 唐贊袞 | 按察使銜分巡台灣兵備道 光緒十八年（1892年）上任 | 繼任： 陳文騄 |
| 前任： 唐景崧 | 台灣布政使 光緒二十年（1894年）署任             | 繼任： 俞明震 |